# Дорога победы
«Дорога победы» — временная советская железнодорожная линия Поляны — Шлиссельбург, действовавшая с 5 февраля 1943 года по 10 марта 1944 года и служившая как более эффективная замена «Дороги жизни» для доставки грузов в блокадный Ленинград.
В отличие от «Дороги жизни», проходившей по Ладожскому озеру, Дорога победы пролегала по левому берегу Невы и по южному побережью Ладоги, проходя на некоторых участках в 3—4 километрах от немецких артиллерийских позиций, за что получила прозвище «коридор смерти». Сыграла важную роль в обороне Ленинграда, в том числе, и в полном снятии блокады.

## Строительство дороги
12 января 1943 года войска Волховского и Ленинградского фронтов в ходе операции «Искра» перешли в наступление и 18 января объединились на левом берегу Невы, тем самым прорвав блокаду Ленинграда. Появилась возможность связать Ленинград с остальной страной дорогой по суше, заменив ледовую переправу — «Дорогу жизни». В результате в тот же день ГКО принял постановление № 2759 о прекращении строительства железной дороги по маршруту Дороги жизни через Ладожское озеро; вместо неё предписывалось начать сооружение железной дороги длиной 33 км по освобождённому побережью Ладоги от станции Поляны до станции Шлиссельбург, расположенной на Ириновской ветке.
Строительство было поручено УВВР-2, которым руководил начальник Ленметростроя И. Г. Зубков, на выполнение задания было отведено всего 20 суток. Значительную часть дороги — примерно 17 км предполагалось провести по насыпям существовавших узкоколеек Синявинских торфоразработок и ещё 6 км по существовавшей железной дороге широкой колеи. На пути трассы было обнаружено 1730 мин, 7 неразорвавшихся бомб и 52 артиллерийских снаряда. Для ускорения работ дорогу строили по облегчённым условиям. Строительство велось в сильный мороз в условиях бездорожья и под регулярными вражескими артиллерийскими обстрелами. Основные строительные работы были начаты 22 января. 2 февраля было окончено строительство деревянного низководного моста на сваях через Неву. На его строительстве применялось 16 копров. Значительная часть моста имела дугообразную в плане форму с радиусом 600 метров, общая длина моста составляла 1,3 км. Высота рельсового полотна над водой была 2,8 м у правого берега Невы и 5,7 м у левого. Этот мост предполагалось использовать лишь несколько месяцев. До начала ледохода его должны были разобрать и вместо него построить постоянный мост. К 5 февраля была окончена укладка главного пути на всей трассе. 6 февраля 1943 года по железной дороге началось сквозное движение поездов с грузами для Ленинграда. Железная дорога в ряде мест проходила в 5—6 км от линии фронта. На трассе было устроено 3 разъезда: Левобережный на 4 км от станции Шлиссельбург, Липки на 11 км и Междуречье на 23 км. Вдоль железной дороги была сооружена воздушная линия связи на 5 проводов.
В феврале началось строительство постоянного железнодорожного моста длиной 852 м через Неву. 19 марта 1943 года по нему началось движение поездов. Новый мост располагался в 500 метрах от ранее построенного деревянного низководного моста, ниже по течению реки. Мост был построен на деревянных сваях с 114 деревянными опорами и, как металлическими, так и деревянными пролётными строениями. 88 пролётов были длиной по 5 м, 10 пролётов по 11 м, остальные имели длину от 19 до 23 м. Для пропуска судов предназначались 5 пролётов; один из них был разводным. Высота моста от воды до уровня рельс составляла 8 метров. Для въезда на сооружение на левом берегу была сделана выемка глубиной до 7 м, а на правом берегу — насыпь высотой до 8 м. Возле моста были построены ледозащитные сооружения, также они были сооружены в 650 м выше по течению — возле крепости Орешек. Весной 1943 года было принято решение не разбирать низководный мост, как изначально предполагалось, и оставить для использования оба моста. Для сохранности низководного моста во время ледохода были произведены взрывные работы, в результате которых ледяные поля дробились на более мелкие фрагменты, способные пройти под мостом, не причинив ему серьёзного вреда. Для организации пропуска судов под низководным мостом в мае была разобрана его небольшая часть, на месте которой соорудили разводной пролёт откатной конструкции длиной 19,5 м. В декабре 1943 года во время ледохода было снесено 30 погонных метров низководного моста. До января 1944 года производились работы по его восстановлению. В марте 1943 года было принято решение о строительстве второго пути в 2—3 км севернее построенной железной дороги, то есть, дальше от линии фронта. Рабочее движение на втором пути протяженностью 18 км началось 25 апреля, а 22 мая 1943 года данный участок был принят во временную эксплуатацию. Железная дорога стала двухпутной, однопутным остался лишь участок Междуречье — Поляны длиной 11,5 км.
В мае 1943 года на линии была сделана импровизированная путевая блокировка: через каждые 2—3 километра пути были устроены посты. На каждом располагался человек с телефоном. Принимая и отправляя по телефону сообщения, он выставлял красный либо зелёный цвет фонаря-керосинки — разрешая или запрещая дальнейшее движение поезду. 25 мая 1943 года на участке Левобережная — Поляны была открыта автоблокировка. Светофоры автоблокировки были незначительной высоты и работали от аккумуляторов. К июню в нескольких местах были проведены работы по увеличению радиусов кривых железнодорожного пути. Минимальный радиус кривых был увеличен до 320 метров.

## Эксплуатация
В феврале 1943 года поезда по железной дороге пропускали только ночью. За ночь удавалось пропустить 3 поезда на Ленинград и 3 поезда в обратном направлении. Первое время действия железной дороги на станции Шлиссельбург у поездов происходила смена локомотива. С апреля 1943 года отменили оборот локомотивов в Шлиссельбурге и паровозы стали водить поезда от Ленинграда до Волховстроя без смены паровоза. Пунктами оборота локомотивов на этом участке остались Ленинград и Волховстрой. Паровоз приводил сюда поезд, отцеплялся и затем вёл другой поезд в обратном направлении. Для улучшения управления перевозками, 12 апреля участок железной дороги от Шлиссельбурга до Волховстроя с веткой Войбокало — Коса были переданы от Северной железной дороги к Октябрьской.
Для увеличения пропускной способности дороги в мае 1943 года стало применяться чередование движения поездов: одну ночь все поезда шли в сторону Ленинграда, а в другую ночь — в обратном направлении. За ночь удавалось пропустить около 20 поездов в одном направлении. Затем, для уменьшения негативного влияния на путь, за ночь угон рельсов доходил до полуметра в направлении движения, чередование направление движения стали осуществлять каждую ночь — половину ночи поезда шли в одном направлении, а вторую половину — в другом. Начиная с  25 июня 1943 года было установлено двухстороннее круглосуточное движение поездов. С 10 ноября 1943 года через описываемую железную дорогу стал ходить пассажирский поезд Москва-Ленинград. До этого времени, в июне и затем осенью 1943 года пассажирские вагоны следовали по дороге в составе грузовых поездов и затем включались в пассажирский поезд в Волховстрое.
|                      | февраль | март | апрель | май | июнь | июль | август | сентябрь | октябрь | ноябрь | декабрь |
| -------------------- | ------- | ---- | ------ | --- | ---- | ---- | ------ | -------- | ------- | ------ | ------- |
| В сторону Ленинграда | 69      | 60   | 157    | 259 | 274  | 369  | 351    | 333      | 436     | 390    | 407     |
| Из Ленинграда        | 67      | 72   | 134    | 290 | 261  | 338  | 332    | 360      | 434     | 376    | 412     |

Для целей противовоздушной обороны дороги на 15 июля 1943 года на защите станции Шлиссельбург и мостов через Неву имелось 38 зенитных орудий среднего калибра, 15 малокалиберных зениток и 20 зенитных пулемётов. На участке Левобережная — Междуречье было 12 малокалиберных зенитных орудий и 17 зенитных пулемётов. На обороне станции Войбокало имелось 20 среднекалиберных зениток и 36 пулемётов. Волховстрой и мосты через Волхов прикрывали 86 среднекалиберных зенитных орудий, 23 малокалиберных и 28 зенитных пулемётов. Для сопровождения поездов дополнительно были сформированы 27 отдельных зенитных пулемётных взводов. Обычно каждый поезд прикрывался одним взводом, пулемёты которого располагались на платформе, прицепляемой в голове и такой же платформе в хвосте поезда. Для защиты мостов через Неву от плавающих мин в период открытой воды в истоке реки было установлено боновое заграждение. Химические войска Ленинградского фронта в больших масштабах применяли маскировочные дымы для прикрытия двигающихся поездов и мостов через Неву от артиллерийского огня немецких войск.
Рейсы по этой трассе в условиях постоянных обстрелов были очень опасными; путь называли «коридором смерти». Так, в марте 1943 года имели место несколько удачных для германцев обстрелов железной дороги. 3 марта на перегоне Липки — Междуречье был уничтожен проходящий в дневное время поезд в составе 41 вагона с боеприпасами и 10 вагонов других грузов. Взрывы вагонов с боеприпасами привели к повреждению железнодорожного пути на значительном протяжении. В результате движение на линии было закрыто на 60 часов. Для восстановления железнодорожного полотна был построен обходной путь длиной 750 м, на строительстве которого погибло 15 человек от артобстрелов. 16 марта на этом же перегоне германцами был уничтожен ещё один поезд с боеприпасами, оказавшийся там днём, несмотря на запрет движения поездов с взрывоопасными грузами в дневное время. В поезде было 43 вагона с боеприпасами, 14 вагонов с другими грузами и 2 платформы с зенитчиками охранения. На протяжении 350 м был разрушен железнодорожный путь, движение было прервано на 69 часов, на восстановительных работах, происходивших под артобстрелом, было убито и ранено 18 человек. 25 марта артиллерийским обстрелом был сильно повреждён мост через Неву. Помимо прочего была полностью разрушена одна опора, что привело к обрушению двух металлических пролётных строений длиной по 23 метра.  Восстановление моста заняло 15 дней. В это время движение через Неву осуществлялось только по низководному железнодорожному мосту.
После освобождения в январе 1944 года Мги, Любани, Чудово и завершения аварийно-восстановительного ремонта освобождённых от немецких войск участков железных дорог Обухово — Мга — Волховстрой, Мга ― Будогощь, Волховстрой ― Чудово и Ленинград — Малая Вишера, «Дорога Победы» завершила работу 10 марта 1944 года.
Железнодорожники внесли существенный вклад в эвакуацию населения Ленинграда, снабжение войск вооружением и продовольствием, поддержку жизни города. Среди награждённых медалью «За оборону Ленинграда» — 15 тысяч железнодорожников.
Были среди железнодорожников и люди, отмеченные высшими государственными наградами. Так указом Президиума Верховного Совета СССР от 5 ноября 1943 года за особые заслуги в обеспечении перевозок для фронта и народного хозяйства и выдающиеся достижения в восстановлении железнодорожного хозяйства в трудных условиях военного времени присвоено звание Героя Социалистического Труда с вручением ордена Ленина и золотой медали «Серп и Молот» (№ 66) было присвоено Василию Михайловичу Елисееву. Его бригада водила поезда на участке Ладожское Озеро — Ленинград, обеспечивая торфом единственную действовавшую в блокадном городе ТЭЦ № 5, а после прорыва блокады — в колонне паровозов особого резерва, водившего составы по Дороге победы. В 1974 году на станции Ладожское Озеро был установлен паровоз Эш4375 «Комсомолец» с памятной надписью: «На этом паровозе в период 1941—1942 гг. комсомольско-молодежная бригада локомотивного депо ТЧ-12 в составе старшего машиниста Василия Елисеева (впоследствии ставшим Героем Социалистического труда), помощника машиниста Ивана Беляева, кочегара Бориса Александрова в составе паровозной колонны доставила 2312 тяжеловозных состава с 2 млн тонн боеприпасов, топлива и продовольствия в осажденный Ленинград и для фронта. Честь и слава героям-железнодорожникам за мужественный труд на Дороге жизни».

## Дорога победы в искусстве
В 2016 году начались съёмки художественного фильма «Коридор бессмертия», посвящённого железнодорожникам-защитникам блокадного Ленинграда.
Фильм был представлен на предпремьерном показе на киностудии «Лендок» 15 декабря 2018 года. Ленту о малоизвестных эпизодах блокады первыми увидели ветераны Великой Отечественной войны. Кроме ветеранов войны исторический фильм посмотрели и немногие оставшиеся в живых участники событий, которые лично прошли «коридором смерти», когда служили в паровозных колоннах особого резерва Народного комиссариата путей сообщения.
27 января 2019 года, в День воинской славы России — День полного освобождения Ленинграда от фашистской блокады организован показ при поддержке Главного военно-политического управления Вооруженных Сил Российской Федерации и участии Департамента культуры Министерства обороны Российской Федерации в зале киноконцерна «Мосфильм».